# Batalla de Mulegé
La Batalla de Mulegé fue librada el 2 de octubre de 1847 entre el ejército mexicano y el ejército estadounidense durante la Intervención estadounidense en México.

## Inicios
Después de apoderarse de la Alta California, los estadounidenses se dirigieron con algunos barcos hacia la parte sur de México apoderándose ya en marzo de los pueblos de San José del Cabo, San Lucas y Mulegé, a pesar de ello, en Mulegé, los 60 invasores que asaltaron el poblado y que además fueron apoyados por la fuerza artillera de la corbeta U.S. Dale y una lancha de guerra, fueron batidos por los soldados que comandaba el Capitán Manuel Pineda, que sustituía al Coronel Francisco Palacios Miranda. El teniente Tunis A. M. Craven, del Ejército estadounidense exigió al Capitán Pineda la rendición de la plaza, a lo cual el Capitán Pineda contestó: “Impuesto de las instrucciones que Usted puso al juez de este pueblo, debo decirle que esta plaza está sostenida por fuerzas mexicanas que tengo el honor de mandar, y que jamás será neutral, ni verá con indiferencia la guerra injusta de los Estados Unidos a la República Mexicana, a que pertenezco y a la que tengo el orgullo de representar. Si el ex jefe político Francisco Palacios Miranda por su cobardía se mostró neutral....esta comandancia será todo lo contrario”.

## Batalla
Un día antes de la Batalla el Teniente Tunis A. M. Craven insistió, pero la respuesta volvió a ser negativa. Fue entonces que se libró la batalla en la cual los mexicanos lograron la victoria. El Capitán Pineda informó a sus superiores de los ataques mexicanos y también de los invasores, incluidos los de la lancha y la corbeta estadounidense. Es cierto pues, que a pesar de su superioridad en número de hombres y poder de artillería tuvieron que ordenar la retirada y la excusaron con el pretexto de que la noche estaba cayendo frente al Comandante Thomas O. Selfridge. Toda la batalla tuvo lugar cerca del río Santa Rosalía a unos kilómetros de El Sombrerito donde después se construiría el faro de Mulegé.

## Consecuencias
Esta victoria mexicana fue un estímulo para seguir con la guerra pues era la primera batalla que se ganaba en el sur de California.